# Гобіптерикс
Гобіптерикс (Gobipteryx) — вимерлий птах родини Gobipterygidae підкласу енанціорносових (Enantiornithes), що мешкав в пізній крейді близько 75 млн років тому. Скам'янілості знайдені в формації Барун Гойот в пустелі Гобі, Монголія. Описаний в 1974 році по зразках двох черепів польськими палеонтологами.
Зараз відомо сім зразків цього птаха, а також численні яйця. Крім цього рід включає вид раніше описаний як Nanantius valifanovi.

## Історія
Першими зразками були два пошкоджені черепи, знайдені в рамках польсько-монгольської палеонтологічної експедиції в пустелю Гобі 1971 року доктором Терезою Мар'янською, проте в той час не відразу було визнано, що обидва ці черепи належали Gobipteryx. Голотип зберігається в Інституті палеобіології Польської академії наук у Варшаві, Польща, і був вперше описаний доктором Анджеєм Ельжановським на основі одного пошкодженого черепа. Спочатку Gobipteryx був класифікований як член клади Palaeognathae на основі його щелепи та піднебіння, однак у 1981 році доктор Сиріл Вокер визначив кладу Enantiornithes, і Gobipteryx був перекласифікований як птах Enantiornithes.